# 島門村
島門村（しまとむら）は、1889年4月1日から1929年4月1日まで福岡県遠賀郡にあった村。現在の遠賀郡遠賀町の一部にあたる。

## 地理
河川：遠賀川、西川

## 歴史
- 1889年（明治22年）4月1日 - 遠賀郡鬼津村、尾崎村、今古賀村、広渡村、島津村、別府村の一部（本村・高瀬・千代丸・三軒家・松ヶ崎）が合併し島門村が設立[1][2]。
- 1929年（昭和4年）4月1日 - 遠賀郡浅木村と合併し遠賀村を新設して消滅[1][2]。